# Kanton Pusuta
Der Kanton Pusuta ist ein Verwaltungsbezirk im Departamento La Paz im südamerikanischen Anden-Staat Bolivien.

## Lage im Nahraum
Der Kanton Pusuta ist einer von zwölf Cantones des Municipios Patacamaya in der Provinz Aroma und liegt in dessen südlichsten Teil. Er grenzt im Osten und Norden an den Kanton Colchani, und im Westen und Süden an den Kanton Patacamaya.
Der Kanton erstreckt sich zwischen 17° 15' 25" und 17° 17' 25" südlicher Breite und 67° 49' und 67° 52' westlicher Breite, er misst von Norden nach Süden bis zu vier Kilometer und von Westen nach Osten bis zu sechs Kilometer. Der Kanton hat nur eine Ortschaft (localidad), zentraler Ort ist Jatuquira mit 109 Einwohnern (2012) im westlichen Teil des Kantons.

## Geographie
Der Kanton Pusuta liegt auf der bolivianischen Hochebene zwischen den Anden-Gebirgsketten der Cordillera Occidental im Westen und der Cordillera Central im Osten. Das Klima der Region ist ein typisches Tageszeitenklima, bei dem die Schwankungen der mittleren Tagestemperaturen deutlicher ausfallen als die Temperaturschwankungen zwischen den Jahreszeiten.
Die Jahresdurchschnittstemperatur der Region liegt bei etwa 7 °C, die Monatswerte schwanken nur unwesentlich zwischen 4 °C im Juni/Juli und 9 °C im November/Dezember (siehe Klimadiagramm Patacamaya). Der Jahresniederschlag beträgt 460 mm, die Monatsniederschläge liegen zwischen unter 10 mm von Mai bis August und bei 110 mm im Januar.

## Bevölkerung
Die Einwohnerzahl des Kanton ist zwischen den beiden letzten Volkszählungen um etwa ein Zehntel angestiegen.
| Jahr | Einwohner | Quelle       |
| ---- | --------- | ------------ |
| 1992 | 101       | Volkszählung |
| 2001 | 114       | Volkszählung |
| 2012 | 109       | Volkszählung |

Die Region weist einen hohen Anteil an Aymara-Bevölkerung auf, im Municipio Patacamaya sprechen 83,2 Prozent der Bevölkerung Aymara.

## Gliederung
Der Kanton ist nicht weiter in Unterkantone (vicecantones) gegliedert.